# 朱迪·芝加哥
朱迪·芝加哥（英語：Judy Chicago，1939年7月20日—）生于一个左翼犹太家庭，美国女性主义艺术家，美术教育家。1969年首先在加州州立大學弗雷斯諾分校提出女性艺术课程，除了强调女性重新自我认同之外，也以女性集体合作虼创作方式，取代男性竞争的模式。1971年，她与米兰·夏比洛以及学生们，在校外祖一空屋，合作出引起各方关注的《女人屋》，除了展现女性生活经验中的幻想与现实外，并且再度肯定了向来被视为女性工艺的传统生活艺术制作，也点出女人一生为容颜所锁，害怕失去了容颜就失去男人。
在另外一出芝加哥所编写的《公斗母》表演剧里，她用夸张的两性性器批判男权意识中的家庭职责划分。1973至1979年间，芝加哥与数百多名支持者长筹合作而完成《晚宴》的巨型装置，正式以女性阴户作为女权的象征。在这个三角形的金宇塔式平台上，记着999位在历史上较具代表的女性金色名字，桌面上放的是，29套由女性阴户转型而来的陶瓷餐具，餐具下垫着39片美丽的刺绣缝缀桌巾，每一位置纪念看39位具有代表性的女性历史人物。